# العلاقات الليبية النيوزيلندية
العلاقات الليبية النيوزيلندية هي العلاقات الثنائية التي تجمع بين ليبيا ونيوزيلندا.

## مقارنة بين البلدين
هذه مقارنة عامة ومرجعية للدولتين:
| وجه المقارنة                                              | ليبيا                                       | نيوزيلندا                                              |
| --------------------------------------------------------- | ------------------------------------------- | ------------------------------------------------------ |
| المساحة (كم2)                                             | 1.76 مليون                                  | 268.02 ألف                                             |
| عدد السكان (نسمة)                                         | 6.37 مليون                                  | 4.24 مليون                                             |
| الكثافة السكانية (ن./كم²)                                 | 3.62                                        | 15.82                                                  |
| العاصمة                                                   | طرابلس                                      | ويلينغتون، أوكلاند                                     |
| اللغة الرسمية                                             | اللغة العربية، اللغة العربية الفصحى الحديثة | لغة إنجليزية، اللغة الماورية، لغة الإشارة النيوزيلندية |
| العملة                                                    | دينار ليبي                                  | دولار نيوزيلندي، الجنيه النيوزيلندي                    |
| الناتج المحلي الإجمالي (بليون دولار)                      | 50.98 مليار                                 | 205.85 مليار                                           |
| الناتج المحلي الإجمالي (تعادل القوة الشرائية) بليون دولار | 69.32 مليار                                 |                                                        |
| الناتج المحلي الإجمالي الاسمي للفرد دولار أمريكي          |                                             |                                                        |
| الناتج المحلي الإجمالي للفرد دولار أمريكي                 | 15.60 ألف                                   |                                                        |
| مؤشر التنمية البشرية                                      | 0.724                                       | 0.914                                                  |
| رمز المكالمات الدولي                                      | +218                                        | +64                                                    |
| رمز الإنترنت                                              | .ly                                         | .nz                                                    |
| المنطقة الزمنية                                           | ت ع م+02:00، توقيت شرق أوروبا               | ت ع م+13:00، ت ع م+12:00                               |

## منظمات دولية مشتركة
يشترك البلدان في عضوية مجموعة من المنظمات الدولية، منها:
| علم المنظمة | اسم المنظمة                        | تاريخ انضمام ليبيا | تاريخ انضمام نيوزيلندا |
| ----------- | ---------------------------------- | ------------------ | ---------------------- |
|             | البنك الدولي للإنشاء والتعمير      | 17 سبتمبر 1958     | 31 أغسطس 1961          |
|             | منظمة حظر الأسلحة الكيميائية       | ?                  | ?                      |
|             | الأمم المتحدة                      | 14 ديسمبر 1955     | 24 أكتوبر 1945         |
|             | منظمة الشرطة الجنائية الدولية      | ?                  | ?                      |
|             | وكالة ضمان الاستثمار متعدد الأطراف | 5 أبريل 1993       | 22 أبريل 2008          |
|             | يونسكو                             | 27 يونيو 1953      | 4 نوفمبر 1946          |
|             | مؤسسة التنمية الدولية              | 1 أغسطس 1961       | 1 أكتوبر 1974          |
|             | مؤسسة التمويل الدولية              | 18 سبتمبر 1958     | 31 أغسطس 1961          |
|             | الاتحاد البريدي العالمي            | ?                  | ?                      |
|             | الاتحاد الدولي للاتصالات           | 3 فبراير 1953      | 3 يونيو 1878           |

## وصلات خارجية
- موقع وزارة الخارجية الليبية
- موقع وزارة الخارجية النيوزيلندية